# 云南两极虫
云南两极虫（学名：Myxidium yunnanense）为两极科两极虫属的动物。其种加词“yunnanense”意为“云南的”。在中国，分布于云南等，营寄生生活，寄生在银白鱼的胆囊。